# Barytarbes flavoscutellatus
Barytarbes flavoscutellatus là một loài tò vò trong họ Ichneumonidae.